# 裘參
裘參（14世紀—15世紀），號元覲，浙江台州府天台縣九都人，明朝政治人物。

## 生平
裘參擅長制義和對偶，參加童試時知縣對他說：「八刀分米粉。」他回答：「千里重金鍾。」令對方器重之，人稱神童。永樂元年（1403年）中舉人，九年（1411年）成進士，獲授烏羅同知，禁止刑法之害，預備儲糧令飢民在荒年得存，聘師教育貧民不能讀書者，因父母去世回鄉，服闋後復任泉州同知，設立保甲、武備嚴防、勸耕賑貧，全活不少人民，有「安得裘爺長在」的歌謠，任滿後乞休，大學士高穀為他作序。

## 引用
1. 1 2  康熙《天台縣志·卷九·人物志》：裘參 號元覲，九都人，善制義，尤捷對偶，童子試時值長至，邑令曰：「八刀分米粉。」對曰：「千里重金鍾。」令大器之，時號神童。登永樂辛卯進士，初任烏羅府同知禁刑害而假命無犯，立預備而飢民得生，民貧不能讀書者請師教之；丁艱服闋復任泉州，設保甲嚴武備，勸耕賑貧，民賴全活者千計，所以當時有「安得裘爺長在」之謠，任滿乞休，大學士高穀為之序。
2. ↑  康熙《天台縣志·卷七·選舉志》：進士……明……永樂九年辛卯科蕭時中榜 裘參 字元覲，九都人，任烏羅府同知，丁憂回籍，起復泉州府同知，按永樂七年會試，值上幸北京，寄國子監讀書，至九年殿試，見仕績……鄉舉……明……永樂元年癸未科 裘參 見進士